# Ligue de diamant 2011 - 400 m masculin
L'épreuve du 400 mètres masculin de la Ligue de diamant 2011 se déroule du 15 mai au 8 septembre 2011. La compétition fait successivement étape à Shanghai, Eugene, New York, Paris, Stockholm et Londres, la finale ayant lieu à Zurich peu après les Championnats du monde de Daegu.

## Calendrier
| Date             | Meeting             | Ville     | Pays        |
| ---------------- | ------------------- | --------- | ----------- |
| 15 mai 2011      | Golden Grand Prix   | Shanghai  | Chine       |
| 4 juin 2011      | Prefontaine Classic | Eugene    | États-Unis  |
| 11 juin 2011     | Meeting de New York | New York  | États-Unis  |
| 8 juillet 2011   | Meeting Areva       | Paris     | France      |
| 29 juillet 2011  | DN Galan            | Stockholm | Suède       |
| 5-6 aout 2011    | London Grand Prix   | Londres   | Royaume-Uni |
| 8 septembre 2011 | Weltklasse          | Zurich    | Suisse      |

## Résultats
| Date | Meeting   | 1er                            | 1er   | 2e                        | 2e    | 3e                          | 3e    |
| --- | --------- | ------------------------------ | ----- | ------------------------- | ----- | --------------------------- | ----- |
| 15 mai 2011 | Shanghai  | Calvin Smith Jr. 45 s 47       | 4 pts | Greg Nixon 45 s 50        | 2 pts | David Neville 45 s 58       | 1 pt  |
| 4 juin 2011 | Eugene    | Angelo Taylor 45 s 16 (WL)     | 4 pts | Jeremy Wariner 45 s 43    | 2 pts | Kévin Borlée 45 s 51        | 1 pt  |
| 11 juin 2011 | New York  | Jeremy Wariner 45 s 13         | 4 pts | Jermaine Gonzales 45 s 16 | 2 pts | Rondell Bartholomew 45 s 17 | 1 pt  |
| 8 juillet 2011 | Paris     | Chris Brown 44 s 94 (SB)       | 4 pts | Jonathan Borlée 45 s 05   | 2 pts | Jermaine Gonzales 45 s 43   | 1 pt  |
| 29 juillet 2011 | Stockholm | Jermaine Gonzales 44 s 69 (SB) | 4 pts | LaShawn Merritt 44 s 74   | 2 pts | Chris Brown 44 s 79 (SB)    | 1 pt  |
| 5-6 aout 2011 | Londres   | Kirani James 44 s 61 (WL)      | 4 pts | Jermaine Gonzales 44 s 85 | 2 pts | Chris Brown 45 s 04         | 1 pt  |
| 8 septembre 2011 | Zurich    | Kirani James 44 s 36 (NR)      | 8 pts | LaShawn Merritt 44 s 67   | 4 pts | Jermaine Gonzales 45 s 39   | 2 pts |
| Records et Performances - AR : Record continental (area record) - CR : Record des championnats (championship record) - MR : Record du meeting (meet record) - NR : Record national (national record) - OR : Record olympique (olympic record) - PR : Record paralympique (paralympic record) - PB : Record personnel (personal best) - SB : Meilleure performance personnelle de la saison (season's best) - WL : Meilleure performance mondiale de l'année (world leader) - WJR : Record du monde junior (world junior record) - WR : Record du monde (world record) Circonstances et Conditions - DNF : N'a pas terminé (did not finish) - DNS : N'a pas pris le départ (did not start) - DQ : Disqualification (disqualification) - NM : Aucun essai valable enregistré (No Mark) - Q : Qualifié « directement » au prochain tour (ou à la prochaine compétition), lors d'une compétition majeure, grâce au classement ou à la réalisation des minima (automatic qualifier) - q : Qualifié au prochain tour (ou à la prochaine compétition), lors d'une compétition majeure, grâce au repêchage ou à la réalisation de l'une des meilleures performances parmi celles des « non qualifiés directement » (grâce au meilleur temps ou à la meilleure distance par exemple) (secondary qualifier) |           |                                |       |                           |       |                             |       |

## Classement général
- Classement final[1] :

| Rang | Athlète             | Points |
| ---- | ------------------- | ------ |
| 1    | Kirani James        | 12     |
| 2    | Jermaine Gonzales   | 11     |
| 3    | Chris Brown         | 6      |
| 4    | LaShawn Merritt     | 6      |
| 5    | Angelo Taylor       | 4      |
| 6    | Greg Nixon          | 2      |
| 7    | Rondell Bartholomew | 1      |